# Dioon edule
Dioon edule es una especie de cicadófita originaria de México, donde es conocida con el nombre común de palma de la Virgen o chamal.

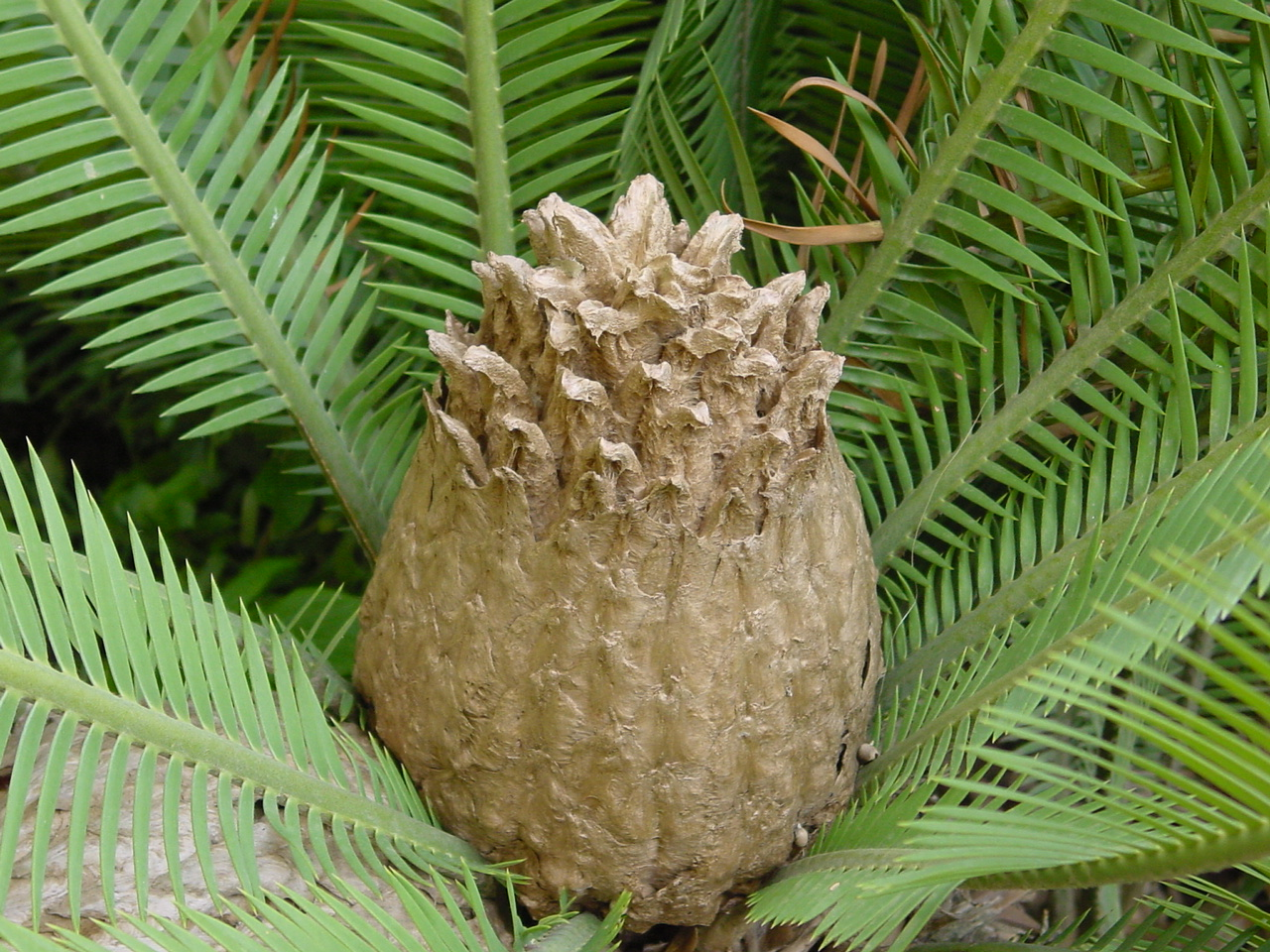
Detalle

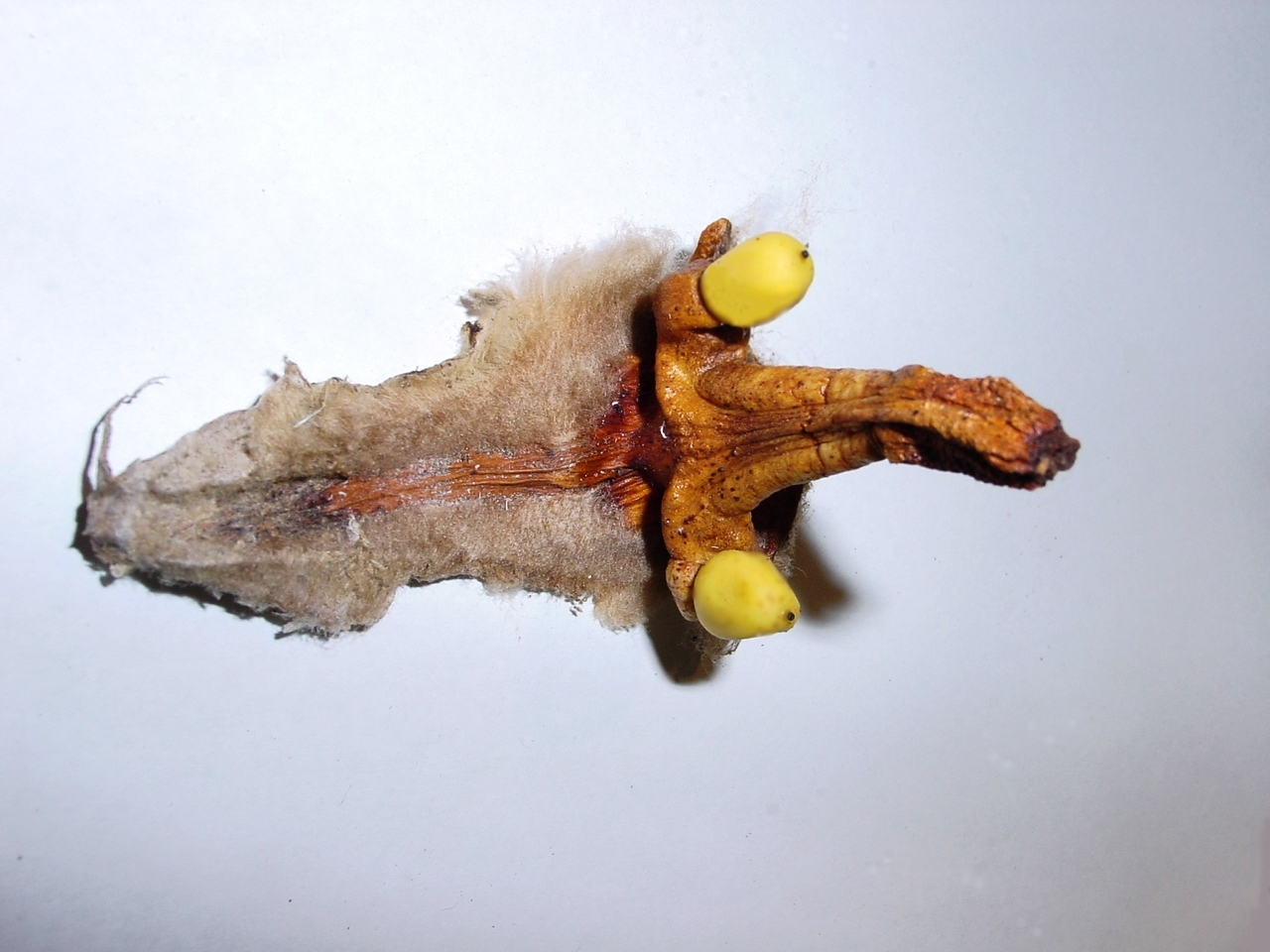

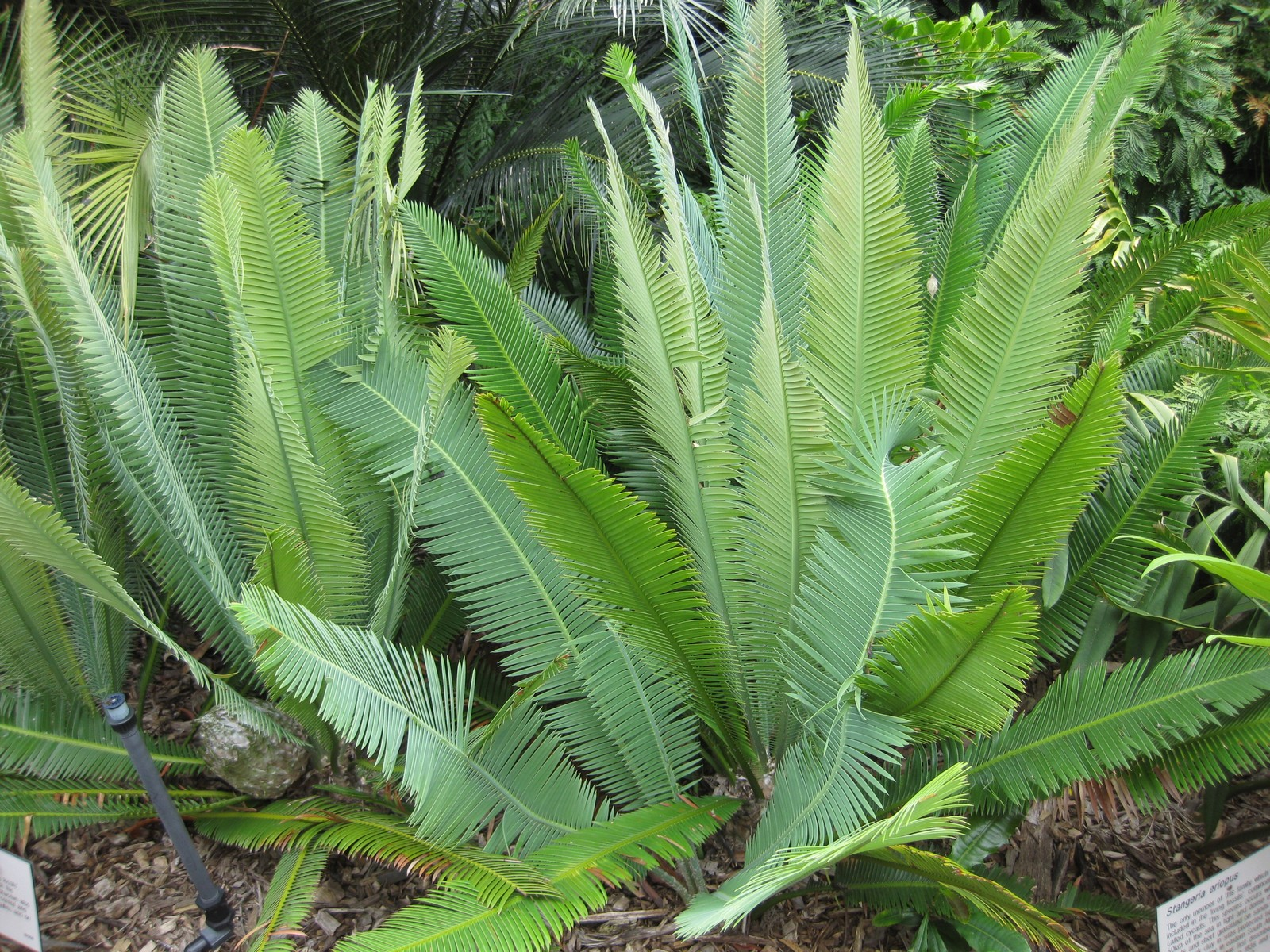
Hojas

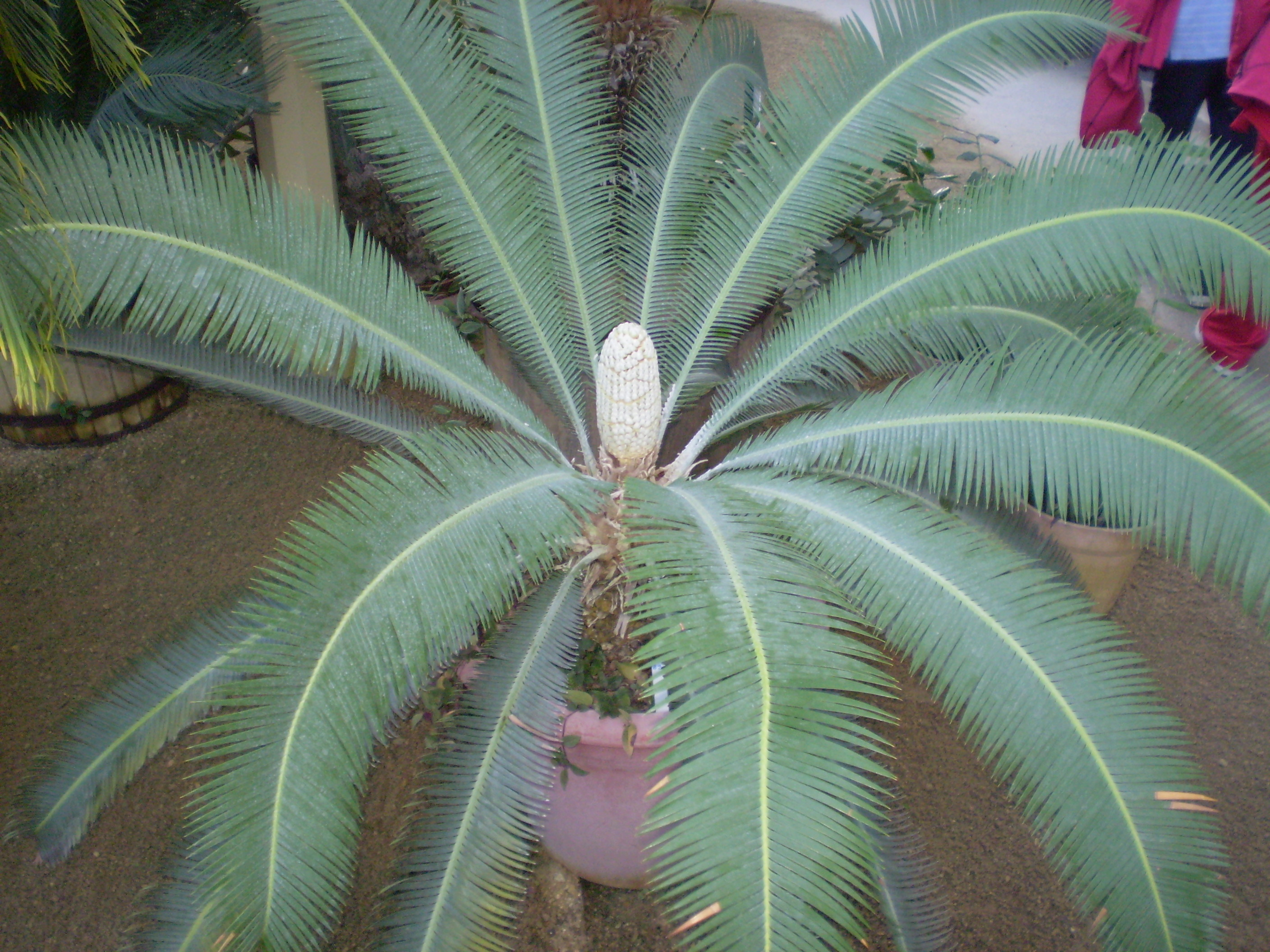
Vista de la planta

## Dioon edule var. edule
Dioon edule var. edule pertenece a la familia Zamiaceae en el orden de Cycadales. Es endémica de la costa este de México. Las cícadas se encuentran entre las más antiguas plantas con semillas e incluso son anteriores a los dinosaurios (En Jardín Botánico de los Estados Unidos). D. edule fue descrito originalmente por John Lindley en el 1843. Actualmente existen dos subespecies conocidas: D. edule subsp. edule, distribuida desde Veracruz hasta Oaxaca y D. edule subsp. angustifolium, distribuida en Tamaulipas y San Luis Potosí.

## Descripción
Dioon edule se reconoce fácilmente de otras especies de Dioon porque carece de espinas en los bordes de los foliolos. Las espinas están presentes en las hojas jóvenes, sin embargo, se pierden cuando la planta madura.  D. edule tiene una corona de hojas pinnadas que miden unos 135 cm de largo. En el lateral está presente un mucílago o savia que elimina cualquier superficie de corte en el cuerpo de la planta. La planta tiene una gran médula central y un solo haz vascular que contiene el xilema, floema y cambium. Dado que organismo es de crecimiento lento y xerófilo, sólo necesita un pequeño canal de conducción a diferencia de otras plantas. Los estomas también están presentes para ayudar en transpiración y asimilación y se asocian con esporófilos. D. edule tiene tres o cuatro grandes raíces rodeadas de muchas más pequeñas que albergan pequeños nódulos que contienen taninos. Las raíces están compuestas de grandes cantidades de corcho secundario realizado por felógenos. A menudo es muy difícil distinguir entre machos y hembras separados el uno del otro hasta que desarrollan un cono. Los conos femeninos son más grandes y anchos que los masculinos, estos últimos presentan una coloración clara y vellosidades en su estado inmaduro. los intervalos de producción de conos se puede utilizar para determinar el sexo de la planta, ya que las hembras normalmente tienen un intervalo mucho más largo que los conos machos, por lo general 10-52 años con respecto a 2.8-8.8 años, estos lapsos de tiempo se pueden apreciar en la médula central como marcas de lignificación más oscuras que el resto del tejido vascular.

## Hábitat
Dioon edule es endémica de la costa oriental de México. Comúnmente se encuentran distribuidas en toda la Sierra Madre Oriental desde Veracruz a Nuevo León. Comúnmente se encuentra en los bosques caducifolios espinosos y bosques de robles. Usualmente se encuentran a una altitud de 0-1400 metros en zonas rocosas y drenadas, incluidos suelos expuestos y superficiales. La mayoría de las áreas en las que D. edule reside están sometidos a climas muy secos y frecuentes incendios, lo que produce implicaciones en la supervivencia y distribución.

## Ecología y distribución
Es una población que está fuertemente dominada por las plantas adultas, el cambio será mínimo en comparación con la población compuesta por plantas más jóvenes. Esto se debe a su capacidad para sobrevivir en condiciones duras. D. edule es un ejemplo de supervivencia. Se encuentra principalmente enraizada a poca profundidad, en los suelos rocosos debido a la competencia con otras especies de crecimiento rápido por el agua, nutrientes y dispersión de semillas. En respuesta, han desarrollado una ventaja selectiva para el cultivo en estos climas duros, incluyendo unas vigorosas raíces para el anclaje y la conducción de agua. Por otra parte, es más difícil para los roedores llegar a la planta y las semillas si están puestos en lugares de difícil acceso. Además de la competencia, los agentes causales de D. edule es al azar, e incluye la depredación, las variaciones en temperatura y precipitaciones y la dispersión de semillas.
Las tasas de mortalidad entre plántulas es bastante elevado, lo cual es perjudicial para una planta de crecimiento lento. Las semillas deben combatir los climas duros, secos e incendios forestales frecuentes. La mayoría de las plantas maduras están muy protegidas y son capaces de soportar estos incendios. Las pequeñas semillas y plantas menores no son tan afortunadas. Sin embargo, la liberación de nutrientes y minerales alienta a las hembras para desarrollar conos durante la temporada siguiente. Además del clima, las semillas también deben evitar los roedores depredadores. Esto es inusual porque las semillas de cícadas y el follaje son venenosos para la mayoría de mamíferos, con exclusión de estas diferentes especies de roedores. Las hojas jóvenes de D. edule también se las comen las larvas de la mariposa Eumaeus debora.

## Taxonomía
Dioon edule fue descrita por John Lindley y publicado en Edwards's Botanical Register 29: misc. 59–60. 1843.
Sinonimia
- Dioon aculeatum Lem.
- Dioon imbricatum Miq.
- Dioon strobilaceum Lem.
- Macrozamia littoralis Liebm. ex Dyer
- Macrozamia pectinata Liebm. ex Dyer
- Platyzamia rigida Zucc.
- Zamia maelenii Miq.
- Zamia rigida Karw. ex J.Schust.[4]